# Landratsamt München
Das Landratsamt München ist eine Behörde – Landratsamt – des Landkreises München.

## Behörde
Wie alle Landratsämter dient das Landratsamt München sowohl als kommunale Selbstverwaltungsbehörde als auch untere staatliche Verwaltungsbehörde, hat also eine Doppelfunktion. Zum Landratsamt gehört daher auch der Kreistag (Plenum). Behördenleiter ist seit Mai 2014 Landrat Christoph Göbel (CSU).
Das Landratsamt München besteht aus mehreren Dienststellen mit vier Geschäftsbereichen und hat mit Stand 2021 1300 Mitarbeiter. Sitz ist München. Ein Großteil der Dienststellen befinden sich daher außerhalb des eigenen Verwaltungsgebietes.
Der Fachbereich 4.2.2 betreibt im Souterrain des Neubaus die Feuerwehreinsatzzentrale der Freiwilligen Feuerwehren des Kreises. Seit 2002 werden Feuerwehr- und Rettungsdienst-Notrufe aus dem Landkreis von der Integrierten Leitstelle der Stadtverwaltung München (KVR-Hauptabteilung IV) entgegengenommen.

## Geschichte
Der Landkreis München hat schon immer seinen Behördensitz in der Landeshauptstadt, die dem Kreis selbst nicht angehört. Seine Wurzeln hat der Landkreis mit der im Jahr 1862 ergangenen Verfügung Maximilians II., im Königreich Bayern Rechtsprechung und Verwaltung voneinander zu trennen. Damals wurden für den Raum München zwei Bezirksämter geschaffen, jenes links der Isar und das andere rechts der Isar – mit ihren Hauptsitzen an der Dachauer Straße und am Lilienberg. In dem historischen Gebäude am Lilienberg war das Landratsamt bis 1956 untergebracht, ehe es an seinen heutigen Hauptstandort am Mariahilfplatz in der Au umzog. Die Bezirksämter in Bayern waren bereits zuvor in Landratsamt umbenannt worden, denn umgekehrt wurde die bayerische Bezeichnung „Kreis“ in der NS-Zeit der preußischen Bezeichnung „Regierungsbezirk“ angeglichen.
Es hat somit vor allem historische Gründe, dass das Landratsamt München im eigenen Landkreis kaum vertreten ist, sondern seinen Hauptsitz auch heute noch in der Landeshauptstadt hat.

## Gebäude der Hauptdienststelle am Mariahilfplatz

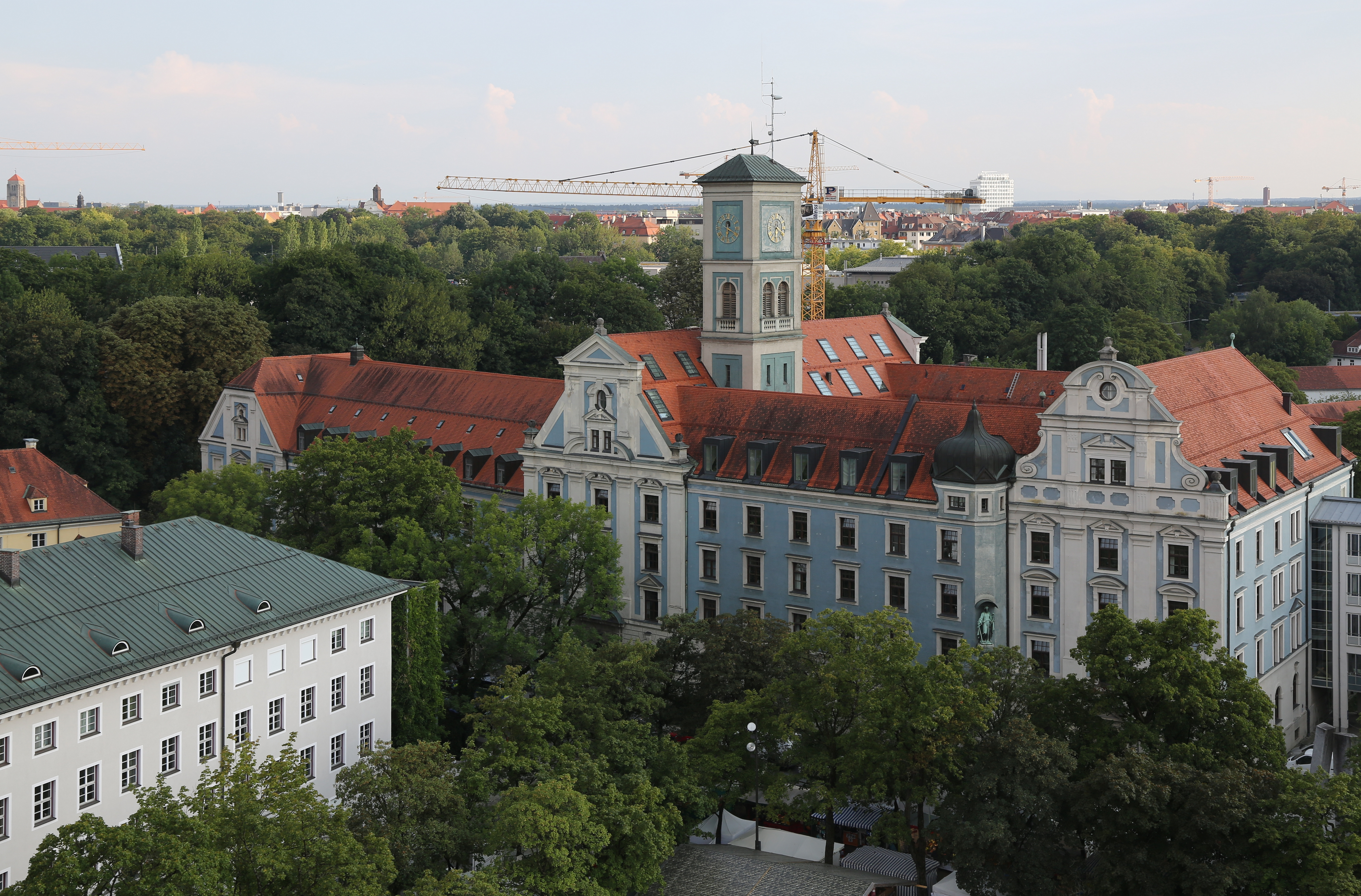
Altbau des Landratsamts, Mariahilfplatz 17

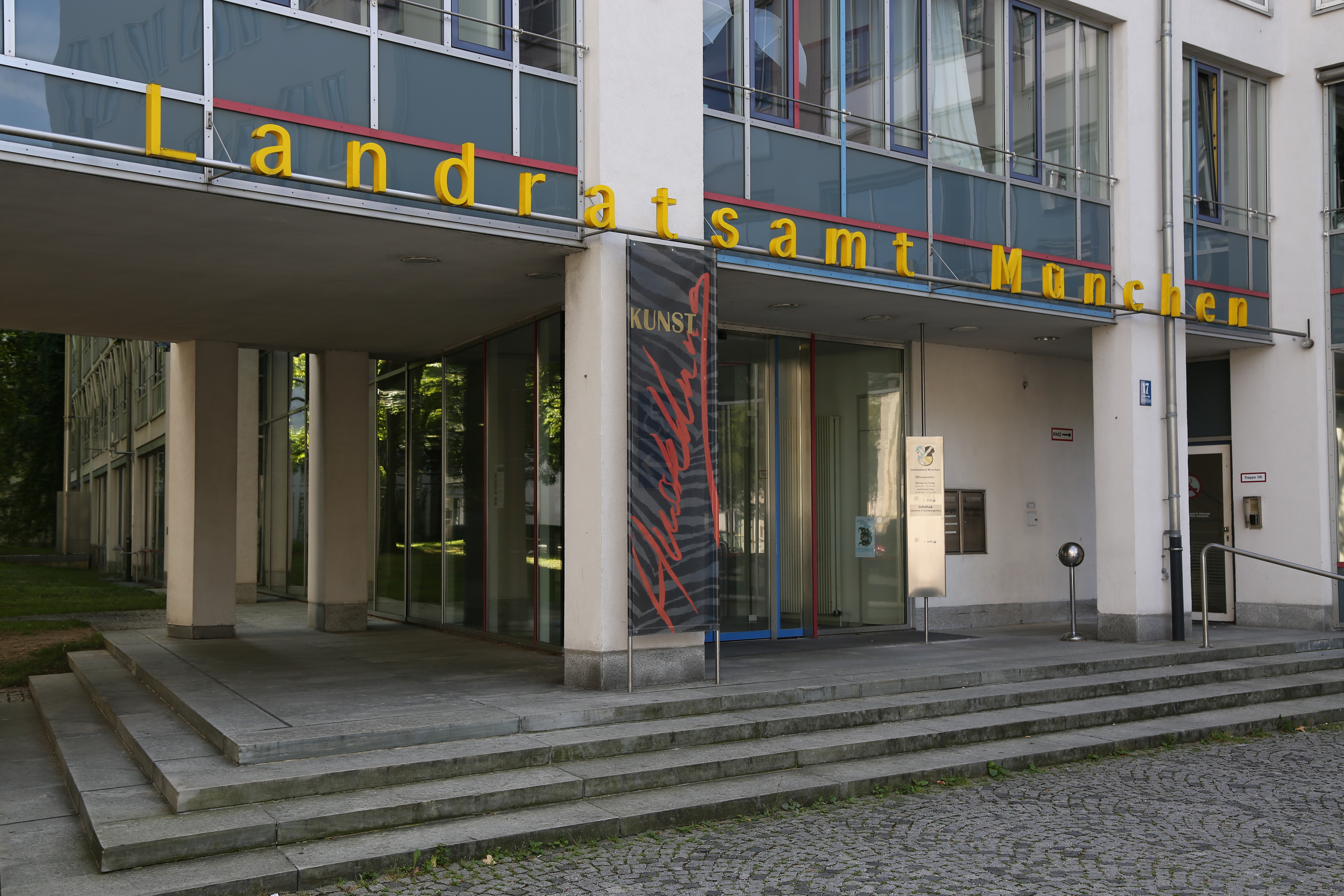
Neubau mit Haupteingang

Die Hauptdienststelle befindet sich im Münchner Stadtteil Au (Mariahilfplatz 17) im Gebäude des ehemaligen Paulanerklosters und der Paulanerkirche.
Der neubarocke Gruppenbau mit Turm wurde 1902–1904 von Friedrich Adelung und Franz Branschowsky auf den Überresten eines ehemaligen Paulanerklosters (aus dem 17./18. Jahrhundert) mit dazugehöriger Kirche errichtet. Der Bau am Mariahilfplatz 17 entstand ursprünglich als Amtsgericht, worauf eine Statue der Justizia an der Fassade noch hinweist. Die noch erhaltenen Teile der Klosterbauten der Paulaner, die zuvor schon als Militärhospital und Gefängnis umgewidmet worden waren, wurden in den Neubau mit einbezogen. Dort und in den angrenzenden Neubauten aus den 1970er Jahren ist nun das Landratsamt untergebracht. Im begrünten Innenhof befindet sich ein moderner Schmuckbrunnen.

## Weitere Gebäude
Mit der Eröffnung seiner neuen Dependance in der Messestadt Riem machten Landrat Christoph Göbel und seine Behörde im Frühjahr 2022 deutlich, dass sie auch weiterhin an der zentralen Ausrichtung des Hauses in der Landeshauptstadt festhalten wollen. Allerdings wird der Landkreis die Zahl der in den vergangenen Jahrzehnten massiv angewachsenen Standorte in München massiv reduzieren – aus Kostengründen und aufgrund einer sich rasant verändernden Arbeitswelt. In seinem eigenen Besitz befinden sich dabei nur der Gebäudekomplex am Mariahilfplatz, die Gebäude an der Ohlmüller- und Chiemgaustraße, die Kfz-Zulassungsstelle in Grasbrunn und das Karree in Riem.

## Wappen
„Gespalten: vorne die bayrischen Rauten, hinten geteilt von Schwarz und Gold; im ganzen überdeckt von einem schräglinken silbernen Wellenbalken.
Der nach links gerichtete Wellenbalken versinnbildlicht die Lage des Landkreisgebietes an der Isar; die bayrischen Rauten verweisen auf die Kontinuität innerhalb der altbayrischen Amtsorganisation, die von den alten herzoglichen Landgerichten in Umkreis über die Bezirksämter zum jetzigen Landkreis geführt hat; die Münchner Stadtfarben Schwarz und Gold schließlich stehen für die enge Verflechtung des Landkreises mit dem Oberzentrum der Region.
Die Landkreisfahne zeigt den Hauptfarben entsprechend die Farbenfolge Blau-Weiß-Blau; ihr ist das Landkreiswappen aufgelegt.“